# Cinema Paissandu
O Cinema Estação Paissandu (ou mais comumente, Cine Paissandu) foi um famoso cinema situado no bairro do Flamengo, Rio de Janeiro à rua Senador Vergueiro, no 35-F. É bastante lembrado por ter sido nos anos 60 e 70 (época da ditadura civil-militar no Brasil) um centro de discussões sobre cinema da nouvelle vague, cinema novo e de vanguarda europeu e outros assuntos (política, história, cultura, artes etc.) e ponto de encontro de cinéfilos desde a sua fundação até o fechamento, chegando a formar até mesmo a chamada “geração Paissandu”.
Nas proximidades funcionavam alguns bares e lanchonetes que eram utilizados pelo frequentadores da sala, como a Oklahoma Lanchonete, o Bar Cinerama e o Café Lamas.
Seus diferenciais, além da óbvia programação, incluíam sessões à meia-noite e o Festival de Cinema Amador do Jornal do Brasil (também chamados de Festivais JB-Mesbla).

## História
Inaugurado em 15 de dezembro 1960 e a partir de 1964 a Cinemateca do MAM ficou responsável pela programação, que era composta sobretudo de filmes franceses que não costumavam ser exibidos em circuito comercial. Originalmente contava com 742 lugares. Foi fechado em 2008. Possuia apenas uma sala, mas havia propostas para dividí-la em duas ou mais salas como o Roxy. Ultimamente era administrado pelo Grupo Estação. É reconhecido pela prefeitura do município como patrimônio cultural carioca.
Um abaixo-assinado pedindo a manutenção da sala como cinema com mais de 6.000 assinaturas chegou a ser preparado, mas sem grandes resultados.

## Denominações
Durante o seu funcionamento a sala mudou de nome alguns momentos, mas sempre mantendo o “Paissandu”.
- Cine Paissandu (15/12/’60–15/04/’73);
- Studio Paissandu (1973–1984);
- Paissandu Nostalgia;
- Cinema Estação Paissandu (anos 90–2008);